# Monsieur Hire
Monsieur Hire is een Franse misdaad-thriller uit 1989 van regisseur Patrice Leconte. Het verhaal is gebaseerd op dat uit de roman Les fiançailles de M. Hire van Georges Simenon uit 1933. Voor de film wonnen Dominique Hennequin en Pierre Lenoir in 1990 een César voor beste geluid. De film was er dat jaar ook genomineerd voor beste acteur, beste actrice, beste regisseur, beste montage, beste film, beste filmmuziek en beste affiche.

## Verhaal
Kleermaker en misantroop Monsieur Hire (Michel Blanc) bespiedt in het geheim zijn overbuurvrouw Alice (Sandrine Bonnaire). Hij wordt opgemerkt door haar wanneer een detective zijn gangen nagaat in verband met de moord op een jonge vrouw die hij onderzoekt. Hire stelt Alice voor haar vriend Emile (Luc Thuillier) te verlaten en met hem naar zijn huisje in Zwitserland te gaan.

## Rolverdeling
| Acteur            | Personage           |
| ----------------- | ------------------- |
| Michel Blanc      | Monsieur Hire       |
| Sandrine Bonnaire | Alice               |
| Luc Thuillier     | Emile               |
| André Wilms       | De inspecteur       |
| Marielle Berthon  | Pierrette Bourgeois |
| Philippe Dormoy   | François'           |